# Kachamak
Kachamak o Kačamak (cirílico: качамак; albanés: Kaçamaku), también conocido como pura (cirílico: пура), es una especie de gacha de harina de maíz, patata y a veces de feta o skorup, hecha en los Balcanes. Su nombre se deriva de la palabra turca kaçamak, que significa escapada. También se conoce como bakrdan (бакрдан) en Macedonia del Norte. 
Es un plato típico de Bulgaria, Serbia, Montenegro y Bosnia. 

## Historia
El plato está hecho de harina de maíz. A veces se agregan papas, queso blanco o kaymak. Similar a la abısta de Abjasia, mamıs de Adyghe, polenta italiana y mămăligă rumana, se prepara hirviendo harina de maíz y luego triturándola mientras la olla aún está en la estufa. Alguna vez fue considerado como la comida de un hombre pobre, pero ahora se consume ampliamente, incluso en restaurantes. 

## Servicio
En Bulgaria, se sirve tradicionalmente con manteca caliente o aceite de girasol con pequeñas cantidades de pimentón ahumado o picante. A menudo se agregan chicharrones o sirenes. 
En Montenegro, Albania y Herzegovina, el kačamak también se prepara con papas trituradas y queso hasta que se forme una masa espesa.
En Serbia Central, se prepara con granos más finos de harina de maíz blanco, servido con queso blanco y kajmak. Por lo general, se sirve con carne picada asada en mantequilla, jugo de uva hervida, leche, yogur natural, miel, crema agria o, a veces, con panceta. 